# 青神郡
青神郡，中国南北朝时设置的郡。
北周改青城郡置青神郡，治所在青神县（今四川省青神县南二十里瑞峰镇），隶属于眉州。下辖青神县一县。辖境相当今四川青神县一带。隋文帝开皇三年（583年）废青神郡，属县直属眉州。